# Mimis Papaioannou
Mimis Papaioannou (23. srpna 1942, Véroia – 15. března 2023, Athény) byl řecký fotbalista, útočník. Byl vyhlášen nejlepším řeckým fotbalistou 20. století. V sezónách 1963/1964 a 1965/1966 byl nejlepším střelcem řecké fotbalové ligy.

## Fotbalová kariéra
Začínal v týmu PAE Véroia. V řecké fotbalové lize hrál za AEK Athény, dal 214 ligových gólů. S týmem vyhrál pětkrát řeckou fotbalovou ligu a třikrát řecký fotbalový pohár. V Poháru mistrů evropských zemí nastoupil v 9 utkáních a dal 4 góly, v Poháru vítězů pohárů nastoupil ve 3 utkáních a dal 2 góly a v Poháru UEFA nastoupil ve 23 utkáních a dal 5 gólů. Kariéru končil v americkém týmu New York Pancyprian-Freedoms. Za reprezentaci Řecka nastoupil v letech 1963–1978 v 61 utkáních a dal 21 gólů. 

## Ligová bilance
| Ročník                    | Zápasy | Góly | Klub       |
| ------------------------- | ------ | ---- | ---------- |
| Řecká Superliga 1962/1963 | -      | 17   | AEK Athény |
| Řecká Superliga 1963/1964 | -      | 29   | AEK Athény |
| Řecká Superliga 1964/1965 | -      | -    | AEK Athény |
| Řecká Superliga 1965/1966 | -      | 24   | AEK Athény |
| Řecká Superliga 1966/1967 | -      | -    | AEK Athény |
| Řecká Superliga 1967/1968 | 27     | 19   | AEK Athény |
| Řecká Superliga 1968/1969 | 33     | 20   | AEK Athény |
| Řecká Superliga 1969/1970 | 32     | 18   | AEK Athény |
| Řecká Superliga 1970/1971 | 34     | 27   | AEK Athény |
| Řecká Superliga 1971/1972 | 28     | 12   | AEK Athény |
| Řecká Superliga 1972/1973 | 21     | 7    | AEK Athény |
| Řecká Superliga 1973/1974 | 24     | 6    | AEK Athény |
| Řecká Superliga 1974/1975 | 33     | 10   | AEK Athény |
| Řecká Superliga 1975/1976 | 30     | 11   | AEK Athény |
| Řecká Superliga 1976/1977 | 30     | 3    | AEK Athény |
| Řecká Superliga 1977/1978 | 31     | 9    | AEK Athény |
| Řecká Superliga 1978/1979 | 22     | 2    | AEK Athény |
| Řecká Superliga 1979/1980 | 0      | 0    | AEK Athény |
| CELKEM Řecká Superliga    | -      | 214  |            |